# 吉普西 (路易斯安那州)
吉普西（英語：Gypsy）是位於美國路易斯安那州聖查爾斯堂區和施洗者聖約翰堂區的一個非建制地區。

## 地理
吉普西所處的海拔為高於海平面4米（即13英呎），而該地所採用的時區為UTC-6，即北美中部時區（CST）。同時該地設有夏令時間，為UTC-6調快一小時，即UTC-5（CDT）。